# بابان

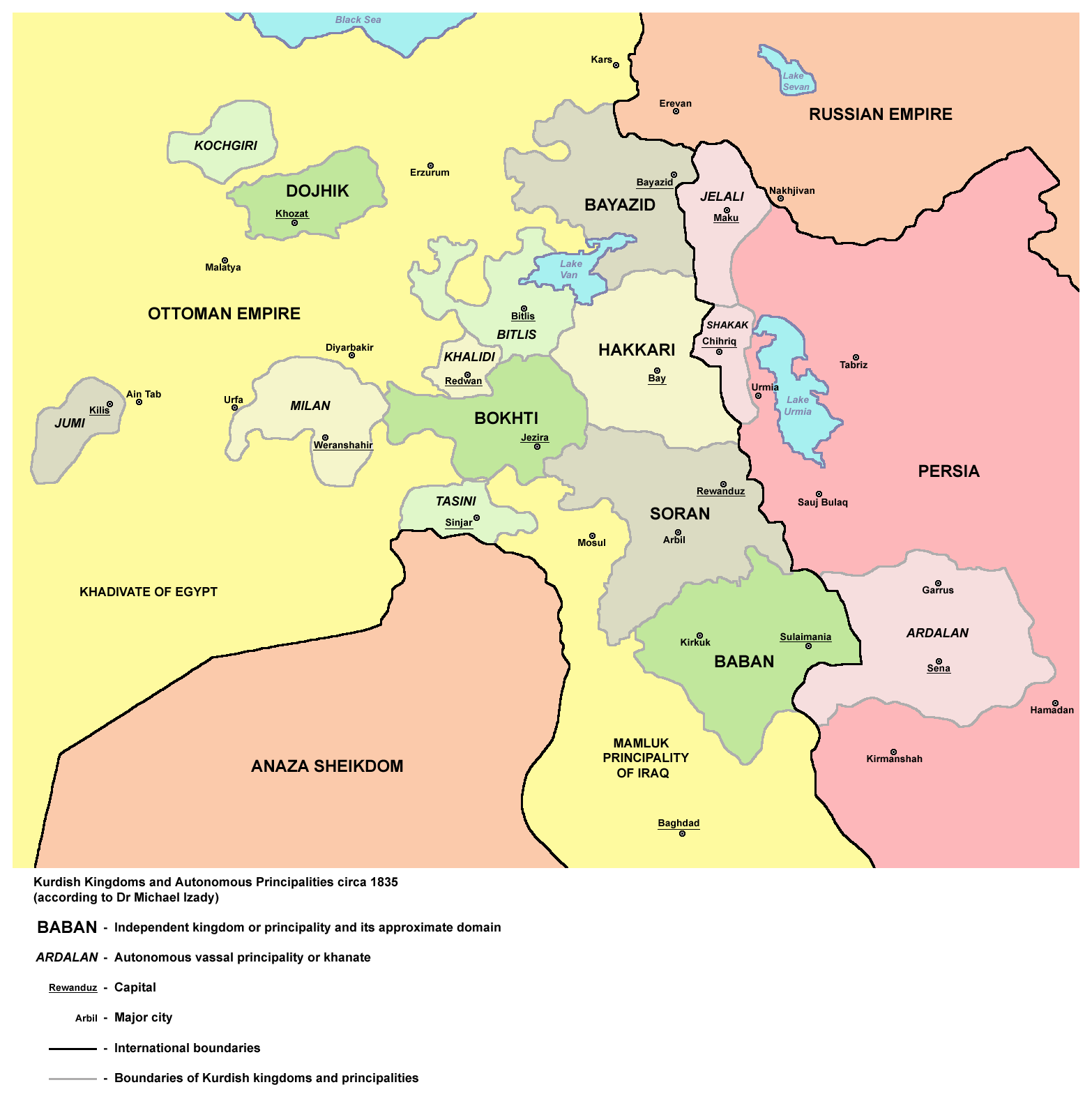
امیرنشین‌های محلی در شمال شرق ایران و قلمرو عثمانی.

بابان سلسله‌ای از امیران محلی کُرد در ناحیه شهرزور در قلمرو عثمانی بود که تقریباً دو سده بر قسمت‌هایی از مناطق کردنشین واقع در عراق کنونی حکومتی محلی داشت و در مجادلات ایران و عثمانی به صورتی فعال شرکت داشتند. محدودهٔ بابان از سوی شرق با ایران هم‌مرز بود.
مرکز زمامداری این حکومت در ابتدا قلعه چوالان و سپس، از ۱۱۹۸ به بعد، شهر سلیمانیه بود. بنیانگذار آنان فقیه احمد دارشمانی (منسوب به دارشمان) است که در شروع سده یازدهم به سبب خدماتی که در جنگ‌های گوناگون به دولت عثمانی کرده بود در پِشدَر قدرت یافت.
حکومت موروثی خاندان بابان به تأیید باب عالی و زیرنظر والی بغداد بود و در ازای بخشودگی مالیاتی متعهد بودند که، با افراد مسلح خود، عثمانی را در جنگ‌ها یاری کنند و علیق و خواربار لازم را برای لشکریان مستقر در عراق فراهم آورند. در ایران بابان‌ها در کرمانشاه و کردستان زندگی می‌کنند که در عهدنامه‌های ارزروم از سلیمانیه به کرمانشاه و سنندج‌ کوچیدند.
نام فامیلی بازماندگان خاندان بابان در ایران پاشایانی، سلیمانی، بوبانی، بابانی و آقایانی می‌باشند.
همچنین مریم بوبانی بازیگر کردتبار از همین خاندان است.
دین بابانی‌ها سنی شافعی‌ و یا شیعه ۱۲ امامیست.

## امیران
| امیران بابان |
| --- |
| فقیه احمد (١۶۴٩-١۶٧٠)بابا سلیمان (١۶٧٠-١٧٠٣)خان پاشا (١٧٢٢-١٧٣١)خالد پاشا (١٧٣٢-١٧۴٢)سالم پاشا (١٧۴٢-١٧٥۴)سلیمان پاشا (١٧۵۴-١٧۶۵)محمد پاشا(١٧۶۵-١٧٧۵)عبدالله پاشا (١٧٧۵-١٧٧٧)احمد پاشا (١٧٧٧-١٧٨٠)محمود پاشا (١٧٨٠-١٧٨٢)ابراهیم پاشا (١٧٨٢-١٨٠٣)عبدالرحمان پاشا (١٨٠٣-١٨١٣)محمود پاشا (١٨١٣-١٨٣۴)سلیمان پاشا (١٨٣۴-١٨٣٨)احمد پاشا (١٨٣٨-١٨۴٧)عبدالله پاشا (١٨۴٧-١٨۵۰)↓حمله امیر اردلان↓تصرف سنندج↓بنیادگذاری سلیمانیه\|۱۶۵۰\|۱۶۶۰\|۱۶۷۰\|۱۶۸۰\|۱۶۹۰\|۱۷۰۰\|۱۷۱۰\|۱۷۲۰\|۱۷۳۰\|۱۷۴۰\|۱۷۵۰\|۱۷۶۰\|۱۷۷۰\|۱۷۸۰\|۱۷۹۰\|۱۸۰۰\|۱۸۱۰\|۱۸۲۰\|۱۸۳۰\|۱۸۴۰\|۱۸۵۰\|۱۸۶۰\|۱۸۷۰ |

## سرسلسله خاندان بابان
سرسلسله آنان فقیه احمد دارشمانی (منسوب به دارشمان از روستاهای پِشدَر) است که در آغاز قرن یازدهم به سبب خدماتی که در جنگ‌های مختلف به دولت عثمانی کرده بود در پیشدار قدرت یافت.

## حکومت سلیمان‌بیگ
نوه فقیه احمد، سلیمان بیگ که لقب پاشایی نیز یافته بود، حوزه نفوذش را گسترش داد و به منطقه کرکوک حمله کرد و عشایر آن‌جا را مطیع خود ساخت.
سلیمان بیگ پس از چندی در ۱۱۰۶ به مناطق مرزی ایران وارد شد، ولی در جنگ با سردارِ کرد دیگر سلیمان خان، والی اردلان (بخشی از کردستان)، شکست خورد و عقب نشست.

## حکومت بکربیگ
جانشین سلیمان بیگ، بَکْربیگ مناسبات خوبی با ایران داشت و با عشیره جاف، که در آن زمان از ایران مهاجرت کرده و در شهرزور سکنی گزیده بودند، رفتاری نیکو در پیش گرفت.
بکربیگ در پی بسط قدرت به کرکوک و مناطق اطراف آن حمله کرد و پس از جنگ‌هایی با پاشای کرکوک سرانجام سپاهیان والی بغداد او را شکست دادند و کشتند و والی بغداد فرد دیگری را به جای او برگماشت (۱۱۲۶)، ولی جنگ‌های عشایر جاف و باجلان و زنگنه تا مدت‌ها آن منطقه را به آشوب کشید تا آن که یکی دیگر از خاندان‌های بابان به نام خانه پاشا حکومت یافت و بر عشایر رقیب چیره شد.

## حکومت خالدبیگ
در ۱۱۳۴ که حسن پاشا والی بغداد با سپاهیانش به جنگ ایران می‌آمد، خانه پاشا به همراه افراد خود به او پیوست و، بعد از آن‌که کرمانشاه را در ۱۱۳۵ فتح کرد، از سوی والی عنوان «امیرالامرا» یافت و پس از شکست و تسلیم رضاقلی خان، والی اردلان، به جای او منصوب شد و خود به سنندج، مرکز ولایت اردلان، رفت و برادرش خالدبیگ عهده‌دار امارت بابان شد.

## پایان حکومت خاندان بابان در اردلان
در این ایام که با سقوط صفویه و غلبه افغان‌ها و ضعف دولت مرکزی ایران مقارن بود، دیگر بارسپاهی گران از عثمانی، که طلایه‌دار آن خانه پاشا بود، در ۱۱۳۶ به همدان حمله آورد و شهر پس از مدتی محاصره سقوط کرد.
خانه پاشا چهار سال در اردلان حاکم بود و پس از او فرزندانش بر آن‌جا حکومت می‌کردند تا آن‌که نادرشاه افشار در ۱۱۴۳ به حکومت خاندان بابان در اردلان خاتمه داد.

## جنگ‌های خاندان بابان
نادرشاه به شهرزور حمله کرد و قلعه چوالان را گرفت و کسی را به نام سلیم بیگ به حکومت آن‌جا گماشت.
سرزمین خاندان بابان از قلمروِ عثمانی خارج شد و به تصرف ایران درآمد، ولی با حمله والی بغداد به بلاد بابان در ۱۱۶۷، سلیم بیگ شکست خورد و به ایران گریخت و والی بغداد یک تن را از خاندان بابان، به نام سلیمان پاشا، به حکومت آن‌جا منصوب کرد.
سلیم بیگ پس از فرار به ایران، در ۱۱۷۱ با سپاهی از عشایر ایرانی به سرزمین بابان حمله کرد و در نبردی طولانی از سپاهیان سلیمان شکست خورد.
سلیمان پاشا نیز به مناطق ایران تجاوز کرد، ولی با مقاومت سبحان وردی خان، والی اردلان، مواجه شد.
از ۱۱۷۵ بر اثر اختلاف سلیمان پاشا با والی جدید بغداد برخوردهایی میان آنان رخ داد.
سرانجام سلیمان پاشا به ایران گریخت و به کریم خان زند پناه برد.
بعدها او به حکومت اردلان و احمد پاشا به فرمانرواییِ بلادِ بابان برگزیده شد.
پس از آن‌که والی بغداد تغییر یافت، عمر پاشا والی جدید که از دوستان سلیمان پاشا بود او را از سنندج فراخواند و به حکومت بلاد بابان برگماشت، اما سلیمان پاشا پس از چندی در ۱۱۸۷ شبانه به قتل رسید.
پس از او مدت‌ها میان فرزندانش، محمد و احمد و محمود، کشمکش و جنگ بود و هریک از آنان گاه با حمایت عثمانی و گاه ایران چندی حکومت کردند و در جنگ‌های ایران و عثمانی در دوره زندیه نقش داشتند.
سپس ابراهیم پاشا نوه سلیمان به امارت بابان منصوب شد (۱۱۹۸) و از جمله کارهای او بنای شهر سلیمانیه است که در ۱۱۹۹ به انجام رسید و آن را به نام سلیمان پاشا والی بغداد سلیمانیه نامید.
در ۱۲۰۰، ابراهیم پاشا معزول شد و برادرش عثمان پاشا به حکومت رسید، ولی پس از کشف توطئه‌ای به دستور والی بغداد مسموم شد و پس از او حکومت چندی در دست ابراهیم پاشا و چندی در دست برادرزاده‌اش، عبدالرحمان پاشا، بود.
در ۱۲۱۹، عبدالرحمان پاشا به دستور والی بغداد با سپاهی عازم جنگ با قوای وهابیان شد و پس از تلفات بسیار آنان را از خاک عثمانی بیرون راند.
عبدالرحمان پاشا سپس بر والی بغداد شورید و در جنگ با او شکست خورد و به ایران گریخت و ماجرای خود را به فرهاد میرزا حاکم سنندج و فتحعلی شاه قاجار بازگفت.
ایران از عبدالرحمان پاشا حمایت کرد و او را به حکومت سنقر برگماشت.
در ۱۲۲۱، در جنگ‌های محمدعلی میرزای دولتشاه با قوای عثمانی، عبدالرحمان پاشا نیز در کنار سپاهیان ایران بود و در نبرد مریوان پیروزیهایی به دست آورد و عده‌ای از امرای عثمانی را اسیر کرد و سپس نامه‌ای به والی بغداد نوشت و از او خواست که به مقام پیشین بازگردانده شود.
والی بغداد، که وضعی ناگوار داشت، خواهش او را پذیرفت و خالدپاشا حاکم سرزمین بابان را عزل کرد و بار دیگر عبدالرحمان پاشا را به حکومت برگماشت.
درپی برخوردی دیگر با والی بغداد، عبدالرحمان باردیگر به ایران پناهنده شد و با یاری سپاهیان ایرانی مقام خود را بازیافت.

## تضعیف خاندان بابان
پس از فرمانروایی منقطع عبدالرحمان پاشا (۱۲۰۴–۱۲۲۷) و مرگ او در ۱۲۲۸، امرای بابان، که هرچندگاه گرفتار کشمکش‌های خانوادگی و جنگ‌ها و آشوب‌های مرزی بودند، بیش از پیش ضعیف شدند.
در این ایام، حاکم مقتدر کرمانشاه، محمدعلی میرزا، در وقایع منطقه بابان نقشی مهم داشت.
حمایت ایرانیان از یکی از طرفین متخاصمِ امرای بابانی و احیاناً همپیمانی با والی بغداد بر ضد آنان و گاه تصرف سرزمینشان از جمله اموری بود که بارها اتفاق می‌افتاد، ولی سرانجام بانزدیکی ایران و عثمانی و توافق در تعیین مرزها، در ۱۲۳۹ و ۱۲۶۴، مداخلات و تصرفات ایران پایان یافت.
سیاست نوسازی دولت عثمانی در ۱۲۴۶ نیز محدودیت حکام بابانی را اقتضا می‌کرد.
سرانجام در پی تصمیم دولت، نجیب پاشا، والی بغداد، در ۱۲۶۷ احمد پاشا، آخرین حاکم خاندان بابانی، را عزل و امارت آنان را پس از دویست سال ملغی کرد و منطقه شهرزور طبق تقسیمات جدید اداری به دو قسمت منقسم شد.
بازماندگان خاندان بابان اکنون در شهرهای سلیمانیه و اربیل و کرکوک و بغداد و کرمانشاه و مهاباد و سنندج ساکنند و پس از تشکیل کشور عراق برخی از آنان به مناصب سیاسی رسیدند.

## فهرست منابع
(۱) کلودیوس جیمس ریج، رحلة ریج فی العراق عام ۱۸۲۰، ترجمه بهاءالدین نوری، بغداد ۱۹۵۱.
(۲) محمد امین زکی، تاریخ السلیمانیة، ترجمه جمیل احمد الروزبیانی، بغداد ۱۹۵۱.
(۳) عباس عزّاوی، عشائر العراق، بغداد ۱۹۳۷–۱۹۵۶، ج ۲، ص ۹۸–۱۰۰.
(۴) محمد مردوخ، تاریخ کرد و کردستان و توابع، سنندج (۱۳۴۵ ش).
(۵) عبدالرزاق بن نجفقلی مفتون دنبلی، مآثرسلطانیه: تاریخ جنگ‌های ایران و روس، چاپ غلامحسین صدری افشار، تهران ۱۳۵۱ ش.
(۶) محمدصادق موسوی اصفهانی، تاریخ گیتی گشا، با مقدمه سعید نفیسی، تهران ۱۳۶۳ ش.
(۷) واسیلی نیکیتین، کرد و کردستان، ترجمه محمد قاضی، تهران ۱۳۶۶ ش.